# Kolegijska cerkev, Salzburg
Kolegijska cerkev (nemško Kollegienkirche) v Salzburgu je cerkev Salzburške univerze in izhaja iz obdobja baroka. Stojina Universitätsplatz. Patrocinijski praznik je Brezmadežno spočetje Device Marije, zavetnice, v Avstriji je državni praznik, praznujejo ga 8. decembra. Cerkev je na seznamu stavb zgodovinskega središča Salzburga na Unescovem seznamu svetovne dediščine.

## Zgodovina
Knezonadškof Paris von Londron je že načrtoval gradnjo lastne rimskokatoliške univerzitetne cerkve na ozemlju nekdanjega ženskega vrta. Trajalo naj bi več kot 70 let, preden je bila nova cerkev arhitekta Johanna Bernharda Fischerja von Erlacha dokončana in odprta leta 1707 v čast Brezmadežne Device Marije. Do gradnje Kolegijske cerkve je velika avla univerze (poleg majhne hišne kapelice Saecellum)  služila ne le kot gledališka dvorana, temveč tudi skupaj z majhno kapelo kot sveti prostor za cerkvene službe univerze. Guidobald von Thun in Max Gandolf von Kuenburg prav tako nista mogla izpolniti obljube o gradnji cerkve. Knezonadškof Johann Ernst von Thun je zgradbo cerkve gradil kljub nasprotovanju. Še posebej se je branil Josef von Kuenburg, ker bi po njegovem mnenju vplivala na njegov Kuenburgscher Langenhof na Kirchgasse (danes Sigmund-Haffner-Gasse).
Med Napoleonovo okupacijo je kolegijska cerkev demonstrativno služila kot vojaški senik. Po razpadu univerze je v času monarhije postala garnizonska cerkev. Leta 1922 se je tu kot del Salzburškega festivala prvič zgodil Große Salzburger Welttheater Huga von Hofmannsthala. Kolegijska cerkev je še vedno prizorišče Salzburškega festivala. 
Kolegijska cerkev je od leta 1964 spet univerzitetna cerkev. 18. maja 2008 je prejela čin univerzitetne župnijske cerkve (Univerzitetna skupnost Salzburg), kot zasebna župnija. V zadnjem času je bila nujno potrebna splošna obnova te stare cerkve, saj so bili nosilni deli lesene strešne konstrukcije že gnili. Najprej je bila obnovljena kapela svetega Ive. Apsida je bila obnovljena leta 2010, splošna prenova pa je bila v veliki meri končana konec leta 2013. 

## Arhitektura
Cerkev je danes najpomembnejša cerkvena zgradba v mestu Salzburg poleg stolnice, veliko delo baročnega arhitekta Fischerja von Erlacha in cerkvena stavba mednarodnega pomena.
Fischer von Erlach je zmanjšal oblikovanja podrobnih dekorativnih elementov v prid doživljanju celotne zgradbe in njene arhitekture - tudi z zasnovo notranjosti cerkve v enotni beli barvi brez poslikav. Cerkvena stavba je postala vzor številnim poznobaročnim cerkvam na jugu Nemčije.
Cerkev ima tri dele: veličastno pročelje, obrnjeno proti severu, glavno hišo, obrnjeno proti jugu in njene postopno poševne prizidke. Stolpi nimajo kap, in se končajo nežno navzgor v balustradah, okronanih z alegoričnimi figurami. Figure na levi (na zahodu) predstavljajo štiri evangeliste (Matej, Marko, Luka in Janez), na desni (na vzhodu) pa štiri cerkvene očete (Avguštin, sveti Ambrož, Hieronim in Gregorij Veliki). Podoba svete Marije Immaculate na polmesecu se vije v središču stavbe. Na glavni fasadi se lahko vidijo tudi angelske figure. Vse te figure je ustvaril Bernhard Michael Mandl.

### Okna
Velika in svetla okna fasade odpirajo stavbo navzven in raztapljajo težo fasade. Občutljiva dekoracija oken prihaja od Diega Francesca Carloneja in Paola d'Allia, ki sta skupaj s Fischerjem von Erlachom podrobno zasnovala tudi stensko konstrukcijo v cerkvi.

### Kapele
Notranjost cerkve je obokana z banjastim obokom v obliki križa s kolosalnimi pilastri in osrednjo kupolo na tamburju. Te odprte kapele s svojimi oltarji, ki so vključene v cerkveno stavbo, tvorijo notranjost cerkve poleg glavnega oltarja. Johann Michael Rottmayr je avtor dveh osrednjih oltarjev v transeptih. Prikazujejo takrat najpomembnejšega mestnega svetnika, Boromejskega in univerzitetnega svetnika Benedikta, ki je krstil poganske kneze. Kapele na obeh straneh obeh stranskih oltarjev so posvečene štirim fakultetnim svetnikom.
- Tomaž Akvinski: Teologija
- Ivo Hélory von Kermartin: Pravo
- Sveti Luka: medicina
- Katarina Aleksandrijska: filozofija

### Oltar
Današnji visoki oltar je zasnoval oče Bernard Stuart, izvedel pa Josef Anton Pfaffinger. Program visokega oltarja izvira iz Stare zaveze in se nanaša na Salomonov pregovor (Prg 9,1): »Modrost je zgradila svojo hišo, sedem stebrov je izsekanih«. Pred stebri so alegorične figure glasbe, poezije, slikarstva in arhitekturo, pa tudi štiri fakultete. Ljubezen in upanje lebdita nad njo, navdihnjena z vero. Na nivoju vogala je sedem nadangelov. Oltar se raztopi navzgor v štukature, ki jih je oblikoval Fischer von Erlach. Ponavlja glavne motive cerkve in jih nadaljuje. Marija Immaculata se kot zgornji zaključek kora pojavi na polmesecu pred svetlim oknom v apsidi, obkrožena z vklesanimi oblaki, številnimi angeli in venčkom žarkov - kot bi bila nezemeljska.
Do leta 2012 so bili v 20 stenskih nišah ladje kamniti kipi, ki jih je v letih 1905–1912 postavil Johann Piger. Odstranjeni so bili in so zdaj postavljeni v oratoriju.

## Orgle
Orgle je v letih 1866-1868 zgradil Matthäus Mauracher I. Instrument ima 34 registrov na treh manualih in pedal. Manual stoji v zaboju. Anton Bruckner je moral ta instrument zelo ceniti. Pozimi leta 1869 je igral nekaj fug, v strogo ohranjeni obliki, ki je ustrezala njegovemu slovesu velikega kontrapunkta, ki je bil že istega leta prejet v Nancyju in Parizu in ki je bil povezan z Beethovnom. Naslednje leto je razveselil več ljubiteljev glasbe z zanimivo produkcijo na čudovitih orglah Kolegijske cerkve. 
Orgle je leta 1982 restavriralo podjetje Pirchner. Med drugim so pocinkane cevi zamenjale cevi iz kositra.